# Seferovci (Gradiška)
Seferovci (szerbül: Сеферовци), falu Gradiška községben, Bosznia-Hercegovinában, Bosanska krajina területén, a Szerb Köztársaságban. 

## Fekvése
Bosznia-Hercegovina északi részén, Banja Lukától légvonalban 26, közúton 31 km-re északkeletre, községközpontjától légvonalban 16, közúton 18 km-re délkeletre, 103-105 méteres magasságban, a Lijevce polje síkságának délkeleti részén fekszik. 

## Népessége
| Nemzetiségi csoport | Népesség 1991 | Népesség 2013 |
| ------------------- | ------------- | ------------- |
| Szerb               | 489           | 515           |
| Bosnyák             | 0             | 0             |
| Horvát              | 3             | 4             |
| Jugoszláv           | 3             | 0             |
| Egyéb               | 7             | 2             |
| Összesen            | 502           | 521           |

## Története
Bizonyos kőből és római téglából és habarcsból épült épület maradványai azt jelentik, hogy itt, az Ažaba-patak mentén már az ókorban település állhatott. A római romokat helyiek régóta használtak új építkezésekhez. A település területén 1920-ban egy római feliratos táblát is találtak, de ez sajnálatos módon az idők folyamán elveszett. A Gradina lelőhelyen található nagyobb területű földvár maradványai arról tanúskodnak, hogy a kora középkorban is lakott volt ez a hely. A középkorban ez a terület a glaži plébánia területéhez tartozott.
A település 1878-ig tartozott az Oszmán Birodalomhoz, ekkor a berlini kongresszus határozata alapján az Osztrák-Magyar Monarchia része lett. 1879-ben az első osztrák-magyar népszámlálás során a Banja Luka községhez tartozó Seferovac településnek 24 háztartása és 175 ortodox lakosa volt.  1910-ben a Bosanska Gradiškai járáshoz és Mrčevci községhez tartozó településen 60 háztartást, 336 ortodox szerb, 16 római katolikus és 6 muszlim lakost találtak. A monarchia szétesésével 1918-ban előbb a Szerb-Horvát-Szlovén Királyság, majd 1929-től a Jugoszláv Királyság része. Ebben az időszakban Seferovci Romanovci község része volt.  Jugoszlávia megszállása után a Független Horvát Állam (NDH) része lett. A második világháborúban a településnek 87 halálos áldozata volt. 1945-től a szocialista Jugoszlávia része volt. A daytoni békeszerződést követő területfelosztásnál Bosanska Gradiška község részeként a Szerb Köztársaság területéhez került.

## Sport
FK Mladost Seferovci labdarúgóklub

## Nevezetességei
- A település szerb ortodox templomát Péter és Pál szent apostoloknak szentelték fel. A templomot 2012. július 14-én Milorad Dodik a Szerb Köztársaság elnöke jelenlétében Jefrem Milutinović püspök szentelte fel. A templom építését még 1938-ban kezdték el, da csak 2006-ban folytatták.[11]

- Gradina – egy nagyobb méretű kora középkori földvár maradványai.[5]